# 보증채무
보증채무(保證債務, guarantee)는 주채무자가 그의 채무를 이행하지 않는 경우 보증인이 그 이행을 책임지는 채무를 말한다.

## 관련조문
- 대한민국 민법 제428조 (보증채무의 내용)
- 대한민국 민법 제430조 (목적, 형태상의 부종성)
- 대한민국 민법 제433조 (보증인의 주채무자 항변권)
- 대한민국 민법 제434조 (보증인과 주채무자 상계권)
- 대한민국 민법 제435조 (보증인과 주채무자의 취소권등)
- 대한민국 민법 제437조 (보증인의 최고, 검색의 항변)
- 대한민국 민법 제438조 (최고, 검색의 해태의 효과)
- 대한민국 민법 제440조 (시효중단의 보증인에 대한 효력)

## 판례
보증채무는 주채무와 동일한 내용의 급부를 목적으로 함이 원칙이지만 주채무와는 별개 독립의 채무이고, 한편 보증채무자가 주채무를 소멸시키는 행위는 주채무의 존재를 전제로 하므로, 보증인의 출연행위 당시에는 주채무가 유효하게 존속하고 있었다 하더라도 그 후 주계약이 해제되어 소급적으로 소멸하는 경우에는 보증인은 변제를 수령한 채권자를 상대로 이미 이행한 급부를 부당이득으로 반환청구할 수 있다

## 같이 보기
- 연대보증
- 신원보증
- 인우보증